# 信用保証協会
信用保証協会（しんようほしょうきょうかい、英称: Credit Guarantee Corporation.）は信用保証協会法（昭和28年法律第196号）によって設立される認可法人で、法人税法別表第2に掲げる公益法人等である。中小企業が市中金融機関から融資を受ける際に、その債務を保証することで、中小企業の資金繰りの円滑化を図ることを目的としている。

## 概要
一般に、中小企業が銀行などの市中金融機関から融資を受けようとする場合、その成長性や経営のリスクが大企業に比べて大きいため、融資を得ることができなかったり、調達できる額や条件において不利になったりすることが多い。それを解消し、中小企業がスムーズに資金を調達できるよう、信用保証協会は中小企業の委託に基づき金融機関に対して信用保証（保証承諾）を行う。これは、大企業と比べ資金調達上の不利性を持つ中小企業の信用力を補完し、中小企業と金融機関との架け橋になることで、中小企業の資金調達の円滑化を図るものである。協会の信用保証に基づき金融機関は中小企業に融資を行い、信用保証協会は信用保証の対価として信用保証料を借り手の事業者から得る。
被保証人である企業が何らかの理由で返済が困難になった場合、金融機関の請求により、協会は金融機関に対して代位弁済を行う。これにより協会は求償権を取得し、企業または連帯保証人から全額に遅延損害金を加算した債権回収を図る。代位弁済が行われた場合、中小企業信用保険法に定める保険事故に該当し、株式会社日本政策金融公庫から代位弁済額の7割、8割又は9割の保険金が支払われる。
信用保証協会は各都道府県に1協会ずつ存在するほか、横浜市、川崎市、名古屋市、岐阜市にはその市を対象範囲とする信用保証協会が存在し、全国で51の信用保証協会がある。
関連企業として、債権回収会社の保証協会債権回収株式会社（通称：保証協会サービサー。許可番号第47号）があり、信用保証協会から債権回収を受任している。ただし、2018年以降同社への受任の解除が相次いでいる。
同様の公的信用保証制度は、アメリカ、イギリス、ドイツ、フランス、イタリア、カナダ、韓国、台湾などでも採用されている。

## 中小企業信用保険との関係
信用保証協会は株式会社日本政策金融公庫との間で再保険契約（中小企業信用保険）を結んでいる。これにより、信用保証協会は保証契約額に応じた保険料を支払い、代位弁済時に回収不能となった場合は保険事故となり所定割合を乗じた保険金を受け取る（部分填補）。

## 連帯保証人問題
信用保証協会は第三者の連帯保証人を必須としてきた。このため企業経営者の親族が連帯保証人にされることも多く、社会問題となっていた。これに対して、中小企業庁は平成18年3月31日「信用保証協会における第三者保証人徴求の原則禁止について」という通達を出すに至った。

## 天下り法人との指摘
全国52の信用保証協会の96%にあたる協会の会長・理事長職が地方公務員の天下りで占められているという指摘がある。

## 沿革
創設期
- 1937年 - 全国に先がけて、社団法人東京信用保証協会が設立される
- 1939年 - 社団法人京都信用保証協会設立
- 1942年 - 社団法人大阪市信用保証協会設立

戦後 - 1950年代
- 1947年 - 社団法人横浜信用保証協会設立
- 1948年 - 「中小企業金融対策要綱」閣議決定 ※これ以降、全国各地に信用保証協会が設立される
- 1953年 - 根拠法である信用保証協会法が公布・施行される
- 1955年 - 社団法人全国信用保証協会連合会設立
- 1958年 - 中小企業信用保険公庫設立

1960年代 - 1980年代
- 1965年 - 特別小口保険・無担保保険などが創設される
- 1981年 - 代位弁済の急増に伴い、通商産業省より「信用補完制度の健全な運営」が通達される
- 1986年 - 当座貸越根保証制度（当貸）などが創設される

1990年代 - 現在
- 1998年 - 中小企業金融安定化特別保証制度（安定化）が創設される
- 1999年 - 中小企業信用保険公庫が統合され、中小企業総合事業団が設立される
- 2000年 - 中小企業特定社債保証制度が創設される
- 2001年 - 売掛債権担保融資保証制度（売債）が創設される
- 2003年 - 資金繰り円滑化借り換え保証制度が創設される
- 2004年 - 中小企業総合事業団の信用保険部門が中小企業金融公庫に統合される
- 2006年 - 信用保証料率の弾力化、申込書等全国統一書式の制定、第三者保証人等の取扱改定、当座貸越根保証の取扱改正が実施される
- 2007年 - 売掛債権担保融資保証制度を拡充した流動資産担保融資保証制度（ABL保証）が創設される
- 2008年
  - 中小企業金融公庫、株式会社日本政策金融公庫に統合される
  - 緊急保証制度が創設される

- 2010年 - 景気対応緊急保証制度が創設される
- 2011年 - 東日本大震災復興緊急保証制度が創設される
- 2013年 - 経営力強化保証制度が創設される
- 2014年 - 経営者保証に関するガイドラインの適用が開始される

## 主な保証制度
- 東日本大震災復興緊急保証制度（2011年5月23日 - ）
- セーフティネット保証制度[7]
- 資金繰り円滑化借換保証制度
- 売掛債権担保融資保証制度（2001年12月17日 - 2007年8月5日）
- 流動資産担保融資保証制度（2007年8月6日 - ）
- 当座貸越根保証制度
- 中小企業特定社債保証制度[5]
- 各地方公共団体ごとの制度融資の保証
- 中小企業金融安定化特別保証制度（1998年10月1日 - 2001年3月31日）